# Bombardeo a los Fuertes del Río Selee
El Bombardeo a los Fuertes del Río Selee, o el Bombardeo de Ganghwa fue el resultado de un ataque coreano a dos buques de guerra de la Marina de Estados Unidos que apoyaban la Expedición de Estados Unidos a Corea en 1871. El incidente rompió relaciones entre Corea y la expedición diplomática de Estados Unidos enviada a establecer acuerdos comerciales con la Dinastía Joseon. La Batalla de Ganghwa se libró como una expedición punitiva contra las artillerías que habían atacado el USS Palaos.